# Língua catuquina-canamari
Katukina-Kanamari, também conhecida como Catuquina, Canamari, Katukina, Kanamari, Djapá, Kanamaré, Tâkâna e Tüküná é uma língua indígena da família Katukina que conta com cerca de 4.668 falantes na Amazônia brasileira. Apresenta dois dialetos conhecidos, Katukina do Biá e Kanamari, empregados por grupos étnicos homônimos que também se autodenominam Tüküna, termo que significa “gente, ser humano”.
As línguas da família Katukina (Katukina-Kanamari e a possivelmente extinta Katawixi) compartilham muitos pontos linguísticos em comum com os idiomas das famílias Haramkbet e Arawá, o que motiva a proposta de agrupamento das famílias no tronco Arawá-Katukína-Haramkbet.
A língua Katukina-Kanamari é fortemente isolante e apresenta alinhamento ergativo-absolutivo. A ordem das palavras é altamente flexível, tendo apenas um elemento de ordem fixa. A língua possui um sistema análogo ao de classificadores, que divide certos nomes em classes semânticas, em processo de gramaticalização. Katukina-Kanamari não faz uso considerável da distinção t-v ou honoríficos. Trata-se de uma língua originalmente ágrafa, mas o sistema de escrita transposto do Português é comumente aplicado desde as décadas de 1980 e 1990.
Em 2023, foi declarada língua oficial do Amazonas, juntamente com outras 15 línguas indígenas.

## Língua e sociedade

### Falantes
A língua Katukina-Kanamari é falada por cerca de 4668 indivíduos, dos quais 38 são falantes da variedade Tyohon Dyapa, 628 do dialeto Katukina do Biá e 4002 do Kanamari.
De acordo com a UNESCO, trata-se de uma língua vulnerável. A plataforma Ethnologue, no entanto, considera-a uma língua estável de uso vigoroso, haja vista que, apesar de não contar com sustentação institucional, o idioma é utilizado como norma por todas as gerações de sua comunidade e é ensinado às crianças. Sua classificação de acordo com a escala EGIDS seria, então, 6a.

### Distribuição geográfica
As comunidades Katukina do Biá situam-se nos cursos dos rios Jutaí, Biá (afluente do rio Jutaí) e Ipixuna (tributário do rio Biá), na área correspondente à Terra Indígena Rio Biá, nos municípios amazonenses de Carauari e Jutaí.
Os povos Kanamari habitam as margens dos rios Juruá, Curaçá, Javari, Japurá, Xeruã, Itaquaí, Jutaí e Jandiatuba. Há também um pequeno grupo Kanamari em Umariaçu, no alto Solimões. Finalmente, identificam-se duas comunidades compostas por aproximadamente cem indígenas no alto rio Jutaí e uma próxima à cidade de Carauari. Suas comunidades são compreendidas pelas Terras Indígenas Kanamari do Rio Juruá, Maraã/Urubaxi, Mawetek, Paraná do Paricá, Patauá e Vale do Javari.
Finalmente, os povos Tyohon Dyapa  habitam exclusivamente a Terra Indígena Vale do Javari..

### Família, dialetos e variações

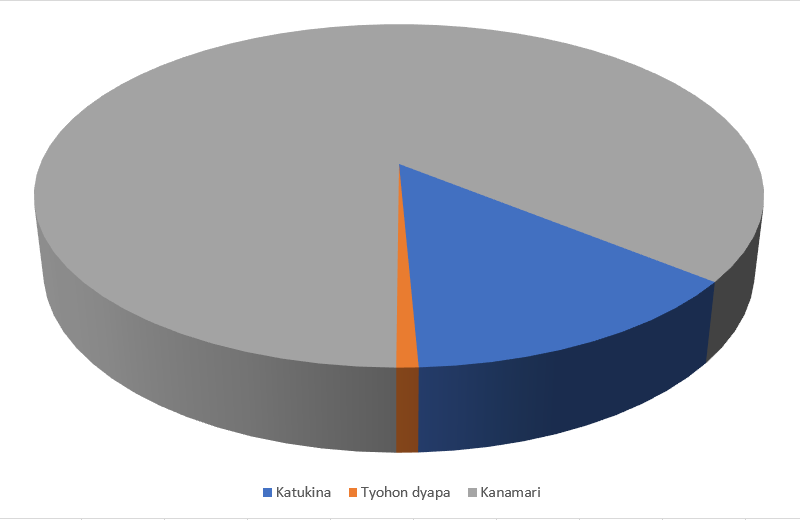
Gráfico das principais variantes de Katukina-Kanamari

Katukina-Kanamari pertence à família linguística Katukina, bem como a possivelmente extinta língua Katawixi. O idioma possui dois dialetos mutuamente inteligíveis: Kanamari e Katukina do Biá, falados por dois povos que, apesar de compartilharem a língua e muitos aspectos culturais, diferem consideravelmente em suas formas de organização social, rituais e crenças. O dialeto Kanamari apresenta ainda a variante Tyohon dyapa, empregada por um grupo que presta serviços aos Kanamari.
Em função do uso indiscriminado do exônimo “katukina” (ver etimologia), é comum a confusão com o idioma Katukina Pano, que pertence a outra família linguística.

#### Comparação entre os dialetos
Os dialetos Kanamari e Katukina do Biá diferem na fonologia, na morfossintaxe e no léxico. A principal diferença fonológica é a ditongação de vogais longas e a amplitude da variação da abertura vocálica de um modo geral, que são verificadas somente no dialeto Katukina (ver fonética e fonologia). Já no campo da morfossintaxe, observa-se que a nominalização de participantes e eventos é realizada a partir do sufixo -nin no dialeto Katukina, enquanto, no Kanamari, o sufixo é o -nom, que não se aplica aos eventos. Finalmente, no campo do léxico, observa-se, para além das diferenças vocabulares apresentadas no quadro, uma dissonância nas formas pronominais livres (ver pronomes pessoais).
|               | Katukina do Biá                                                                                               | Kanamari                                                                 |
| ------------- | --- | ------------------------------------------------------------------------ |
| Fonologia     | Há variação livre dos ditongos fonéticos [ai], [oi], [ei], [au] e [ou] com as vogais longas altas /i:/ e /u:/ | Não há variação. Há apenas vogais altas                                  |
| Morfossintaxe | Nominalização com o sufixo nominalizador -nin na nominalização de participantes e eventos                     | Nominalização com a forma dêitica -nom na nominalização de participantes |
| Léxico        | Terceira pessoa singular e plural, respectivamente: ityian e atyian.                                          | Terceira pessoa singular e plural, respectivamente: anyan e anyan hinuk  |

| Katukina do Biá | Kanamari   | glosa        |
| --------------- | ---------- | ------------ |
| bu:lu           | bata       | juriti       |
| payu            | pama       | pai          |
| nayu            | ɲama       | mãe          |
| payu ki:daK     | pai'ku     | avô          |
| nayu ki:daK     | wa         | avó          |
| duŋ i           | dʒai'kuŋ   | traíra       |
| a'ka a'ka       | amuna      | macaco acari |
| alawili         | tʃului     | sardinha     |
| uwamoK          | ubatʃawa   | esposa       |
| wɯ:dʒŋ          | itakilakuŋ | lontra       |
| upalaniŋ        | paladʒi    | amanhecer    |
| kidʒukuŋ        | kiwadʒu    | passarinho   |

### História da língua e de seu ensino

#### Separação entre Katukina e Kanamari
No começo do século XX, os indígenas Katukina do Biá e os Kanamari habitavam juntos a região do rio do Biá. O assassinato de um indígena Katukina por um Kanamari e a consequente desavença entre os grupos desencadeou sua separação e os Kanamari passaram a viver nas margens do rio Jutaí. Desde então, os dois grupos vivem em relativo isolamento. Entretanto, não é possível afirmar com certeza se foi essa a origem dos dois dialetos.

#### Ensino do dialeto Katukina
Os Katukina são, em geral, falantes monolíngues, em especial as mulheres e crianças. A predominância do monolinguismo tem, no entanto, sido modificada desde meados dos anos 90 em função do aumento do contato com a comunidade lusófona. Alguns homens, sobretudo os chefes de aldeia e aqueles cujo trabalho envolve intercâmbio frequente com os não-indígenas, têm como segunda língua o português.
Tradicionalmente, as comunidades do Biá são ágrafas e seus conhecimentos são passados oralmente. Em 2003, no entanto, foram inseridas no plano de expansão escolar do município de Jutaí. O projeto previa que professores de outras etnias, auxiliados por representantes Katukina, ensinariam os jovens Katukina com o auxílio de livros didáticos, mesas e cadeiras utilizadas nas escolas municipais. Constatou-se logo a ineficácia do sistema, visto que ele se baseava em um sistema educacional cuja realidade difere gravemente da dos indígenas Katukina. A organização não-governamental OPAN (Operação Amazônia Nativa), que trabalha tanto com os Katukina quanto com os Kanamari desde 1980, promoveu, em 2006, a primeira etapa de discussão sobre alfabetização e ortografia para as comunidades Katukina do Biá. Adotou-se, então, uma grafia elaborada pelos indígenas e assessores linguísticos da OPAN: Zoraide dos Anjos e Francisco Queixalós. Atualmente, em algumas comunidades, o professor antes monolíngue em português e pertencente a outra etnia foi substituído por seu auxiliar Katukina, que ministra aulas para adultos e crianças na língua materna.

#### Ensino do dialeto Kanamari
O uso da língua materna é muito valorizado e difundido nas comunidades Kanamari, nas quais o monolinguismo é frequente. Nas aldeias mais próximas a cidades, sobretudo a Eirunepé, o contato com a comunidade não-indígena é mais intenso, o que estimula o bilinguismo.
Para além da transmissão oral dos conhecimentos, os Kanamari empregam também a educação bilíngue com o sistema ortográfico proposto pela organização Missão Novas Tribos do Brasil, que trabalhou com os Kanamari entre 1980 e 1990.

### Etimologia
O termo “katukina” é um etnônimo comumente aplicado às diversas comunidades indígenas da região dos rios Juruá, Jutaí e Purús, tradicionalmente conhecida por suas “dificuldades etnológicas”. Nota-se que os povos aos quais se atribuiu a denominação “katukina” não necessariamente partilham das mesmas filiações linguísticas e sociais.
Teoriza-se que a palavra “katukina” seja derivada da formação “ka-tukanɨ” (tukanɨ=linguagem), traduzida como “falante, alguém que fala uma língua”, de origem Arauaque/Purus. O contato do termo com a comunidade não-indígena, no entanto, teria causado uma transformação semântica na palavra, que passou a denominar os “falantes de línguas indígenas”, em oposição aos falantes de Português ou Espanhol. A natureza exonímica do termo foi notada primeiramente por Paul Rivet e é reforçada pela rejeição do termo pelos Shanenawa e pelo entendimento dos povos dos rios Gregório e Campinas de que o nome foi “dado pelo governo”.

## Fonética e fonologia

### Inventário fonético

#### Consoantes
Há doze fonemas e dezessete fones consonantais em Katukina-Kanamari. Os fones sem fonema correspondente são ʔ, k̚, w e ŋ. O fone glotal oclusivo ʔ é realizado entre uma sequência de vogais breves idênticas e heterossilábicas (para diferenciar de um núcleo longo) ou no início de sílabas sem ataque; o fone velar não explodido k̚ é realizado apenas em posição de coda, bem como o nasal velar ŋ e o aproximante labiovelar w substitui a vogal alta periférica /u/.
|             |             | Labial | Alveolar | Palatal | Velar | Glotal |
| ----------- | ----------- | ------ | -------- | ------- | ----- | ------ |
| Plosiva     | vozeada     | p      | t        | tʃ      | k     |        |
| Plosiva     | desvozeada  | b      | d        | dʒ      |       |        |
| Nasal       | Nasal       | m      | n        | ɲ       |       |        |
| Fricativa   | Fricativa   |        |          |         |       | h      |
| Aproximante | Aproximante |        | l        |         |       |        |

|             |             | Labial | Labiovelar | Alveolar | Retroflexo | Palatal | Velar | Glotal |
| ----------- | ----------- | ------ | ---------- | -------- | ---------- | ------- | ----- | ------ |
| Plosiva     | vozeada     | p      |            | t        |            | tʃ      | k k̚   |        |
| Plosiva     | desvozeada  | b      |            | d        |            | dʒ      |       | ʔ      |
| Nasal       | Nasal       | m      |            | n        |            | ɲ       | ŋ     |        |
| Fricativa   | Fricativa   |        |            |          |            |         |       | h      |
| Lateral     | Lateral     |        |            |          | ɭ          |         |       |        |
| Aproximante | Aproximante |        | w          | l        |            |         |       |        |

#### Vogais
A língua apresenta oito fonemas vocálicos básicos que podem ser realizados dentro de um amplo leque de variação de abertura (ver Núcleo )
As vogais longas, representadas por :, têm a duração de aproximadamente duas vogais curtas.
|                 | Anterior | Central | Posterior   | Posterior |
| não arredondada | Anterior | Central | arredondada |           |
| --------------- | -------- | ------- | ----------- | --------- |
| Fechada         | i iː     |         | ɯ ɯː        | u uː      |
| Aberta          |          | a aː    |             |           |

|                 | Anterior | Anterior | Central | Posterior   | Posterior   | Posterior |
| não arredondada | Anterior | Anterior | Central | arredondada | arredondada |           |
| --------------- | -------- | -------- | ------- | ----------- | ----------- | --------- |
| Fechada         | i        | i:       |         | ɯ ɯː        | u           | u:        |
| Semifechada     |          | ei       |         |             |             | ou        |
| Semiaberta      | ɛ        | ɛi       |         |             | ɔ           | ɔu        |
| Aberta          |          | ai       | a aː    |             |             | ɑu        |

### Estrutura silábica
A estrutura silábica em Katukina-Kanamari pode ser representada pela fórmula geral (C1) V1 (V2) (C2), na qual (V1)/(V1V2)= núcleo, (C1)= consoante de ataque, (C2)= consoante de coda. Isso significa que as sílabas devem ser compostas necessariamente por pelo menos uma vogal, mas também podem contar com outra vogal adjacente e consoantes iniciais e/ou finais.
Os padrões silábicos de que se tem registro são:
- V

/ikau/   [i' . kao]   ''chorar"
/puaku/   [po. a. 'ko]   ''remo''
- VV

/i:ku/   [i: . 'ko]   ''olho''
/u:ba/   [u: . 'ba]   ''tabaco''
- CV

/matuli/   [ma. to. 'ɭi]   ''louro preto''
/kamudʒa/   [ka. mu. 'dʒa]   ''macaco barrigudo''
- CVV

/taukala/   [tao. ka. 'ɭa]   ''galinha''
/ki:dai/   [ki. 'dai]   ''cabelo''
- VC

/aŋ/   ['ãŋ]   ''perna''
- VVC

/i:ŋ/   ['ĩ:ŋ]   ''piranha''
/auK/   ['auk̚]   ''buraco''
- CVC

/hi:paŋ/   [hi: . 'pãŋ]   ''cobra''
/uakaK/   [wa. 'kak̚]   ''abacaxi''
- CVVC

/mi:ŋ/   ['mĩ:ŋ]   ''estômago''
/mi:daiK/   [mi: . 'daik̚]   ''neta''

#### Ataque
O ataque silábico responde a duas regras básicas:
1. Não é permitida a formação de ataques complexos
2. Todas as consoantes podem ocupar a posição de ataque silábico

Verifica-se, também, a ocorrência de três transformações fonéticas nos fonemas em posição de ataque:
1. /u/ e /i/ realizam-se, respectivamente, como o fone aproximante labiovelar [w] e como o fone aproximante palatal [j]
2. A lateral /l/ realiza-se como o fone lateral retroflexo
3. Algumas sílabas sem ataque realizam oclusão glotal ʔ

#### Coda
Não há regras específicas para a formação da coda, mas duas transformações fonéticas são recorrentes nessa posição:
1. Os fonemas plosivos são realizados como não explodidos
/uakaK/ → [wa. 'kak̚]   ''abacaxi''
2. Os fonemas nasais, fricativos e aproximantes são realizados como fones nasais velares
/paŋ/ → ['pãŋ]   ''braço''

#### Núcleo
Todas as vogais podem constituir um núcleo simples, isto é, composto de apenas uma letra. Quanto aos núcleos complexos, há três categorias:
1. V: (segunda posição ocupada pela segunda parte de uma vogal longa)
2. VV (vogal /a/ + /i/ ou /u/)
3. VV (vogal /u/ seguida de /i/)

As vogais nucleares apresentam numerosas transformações fonéticas. Quando a coda é ocupada por um fonema nasal, a vogal de núcleo é nasalizada, como mostram os exemplos:
/pukuniŋ/ → [po . ko . 'nĩ:ŋ]   ''paxiubão''
/d'uŋ/ → ['dõŋ]   'peixe(sp)''
/ki:taŋ/ → [ki: . 'tãŋ]   ''dormir''
Além disso, quando a sílaba não apresenta coda, as vogais do núcleo (breves ou longas) podem, opcionalmente, ser produzidas com ensurdecimento.
[pi: . 'daʰ] ~ [pi: . 'da]   ''onça''
[pi . o . 'lɯʰ] ~ [pi . o . 'ɭɯ]   ''caju''
[hi:ʰ . 'na] ~ [hi: . 'na]   ''arraia''
Outra importante transformação é a ditongação, encontrada apenas no dialeto Katukina do Biá e reconhecida, portanto, como uma das principais diferenças entre os dialetos. O fenômeno consiste na realização das vogais longas de modo que a primeira parte seja ocupada por um fone de qualquer grau de abertura.
/i:ku/ → [i: . 'ko] ~ [ei . 'ko] ~ [ɛi . 'ko] ~ [ai . 'ko]   ''olho''
/u:maŋ/ → [u: . 'mãŋ] ~ [ou . 'mãŋ] ~ [ɔu . 'mãŋ] ~ [au . 'mãŋ]   ''árvore''
Outra possibilidade exclusiva do dialeto Katukina é a do núcleo ser realizado com um monotongo de abertura variável.
/u:maŋ/ →  [u: . 'mãŋ] ~ [o: . 'mãŋ] ~ [ɔ: . 'mãŋ] ~ [a: . 'mãŋ]   ''árvore''

### Tonicidade
O acento em Katukina-Kanamari é previsível e está sempre na última sílaba. Na fala corrente, no entanto, é comum a realização do acento somente na última sílaba do conjunto. No exemplo a seguir, ⟨ ' ⟩ antecede a sílaba tônica.
|  | [dado: ' hi   | i ' di:k̚ | =tʃo] | → | [dado:hi:di:k̚ ' tʃo] |
|  | ------------- | -------- | ----- | - | -------------------- |
|  | correr, fugir | 2SNG     | EXORT |   |                      |
|  | Corra você!   |          |       |   |                      |

 .

## Sistema de escrita
Sendo a língua Katukina-Kanamari tradicionalmente ágrafa, ainda não há consenso quanto às convenções ortográficas. Utiliza-se sempre, no entanto, o alfabeto da língua portuguesa como base. A tabela ortográfica apresentada corresponde à adotada pelos indígenas Kanamari entre as décadas de 80 e 90. Tal representação não é fixa e vem sendo modificada pelos próprios indígenas.
|            | Fonema                                     | Grafia       |
| ---------- | ------------------------------------------ | ------------ |
| Consoantes | /tʃ/                                       | ⟨ts⟩         |
| Consoantes | /dʒ/                                       | ⟨dj⟩         |
| Consoantes | /n/ em final de sílaba, realizado como [ŋ] | ⟨m⟩          |
| Consoantes | /n/ em início de sílaba                    | ⟨n⟩          |
| Consoantes | /ɲ/                                        | ⟨nh⟩         |
| Consoantes | /j/                                        | ⟨y⟩          |
| Consoantes | [ʔ]                                        | ⟨'⟩          |
| Vogais     | /ɯ/                                        | ⟨u⟩          |
| Vogais     | /ao/                                       | ⟨au⟩         |
| Vogais     | Vogais longas                              | ⟨ ´ ⟩ ou ⟨:⟩ |

As diferenças em relação ao alfabeto da língua portuguesa são poucas. Destaca-se o fonema /tʃ/, que é representado por ⟨ ts ⟩; a aproximante /j/, que é representada por ⟨ y ⟩ e a vogal /ɯ/, que é representada por ⟨ u ⟩. Além disso, a letra ⟨ m ⟩ corresponde ao fonema /m/ e ao /n/ em final de sílaba, que é realizado foneticamente como [ŋ]. Originalmente, o fonema /dʒ/ era associado à letra ⟨ j ⟩, mas, atualmente, opta-se mais frequentemente pela representação ⟨ dj ⟩, sobretudo em nomes próprios. Finalmente, a oclusão glotal [ʔ] é representada por ⟨ ' ⟩ e as vogais longas, por ⟨ ´ ⟩ ou ⟨:⟩.

## Morfossintaxe
Dado que, em Katukina-Kanamari, tende-se a manter uma correspondência entre morfema e palavra, considera-se que seja uma língua isolante. Existem, no entanto, algumas palavras constituídas por vários morfemas, de modo que se pode considerar uma língua fortemente isolante com características de línguas aglutinantes.

### Nomes
Semanticamente, os nomes podem ser comuns ou próprios, como no português, de acordo com o grau de singularidade do elemento a que se referem. Em Katukina-Kanamari, a função dos pronomes pessoais pode ser cumprida por dois tipos diferentes de nomes. Além disso, pode-se dividir os nomes entre alienáveis e inalienáveis, dependendo de sua natureza e da capacidade de designarem elementos domináveis. Finalmente, há uma classe de nomes em processo de gramaticalização que atua como um sistema de classificadores nominais. Abaixo são apresentadas estas e outras classes de nomes.

#### Pronomes pessoais
A função de fazer referência a pessoas, cumprida em línguas como o português por pronomes pessoais, pode ser assumida por duas classes de nomes em Katukina-Kanamari: as formas pronominais livres e os prefixos pessoais.
- Formas pronominais livres (também conhecidos como “pronomes livres”)

As formas pronominais livres têm distribuição sintática análoga à dos nomes próprios e estão divididas em três pessoas e dois números, sem distinção de gênero. Podem ocupar a posição de argumento interno ou externo numa construção verbal. Além disso, apresentam uma leve diferença entre os dialetos: no dialeto Kanamari, as formas pronominais livres para a terceira pessoa singular e plural são respectivamente: anyan e anyan hinuk, enquanto, no dialeto Katukina, as formas são ityian e atyian.
|    | Singular     | Plural             |
| -- | ------------ | ------------------ |
| 1a | adu          | adi:k              |
| 2a | idi:k        | idi:ki             |
| 3a | ityian/anyan | atyian/anyan hinuk |

Os exemplosabaixo exemplificam o uso das formas pronominais livres
|  | idi:k-na=              | hak            | pi:da |
|  | 2SNG-ERG               | flechar        | onça  |
|  | "Tu flechastes a onça" |                |       |
|  |                        |                |       |
|  | Pityira-na=            | ho:han         | adu   |
|  | Pityira-ERG            | gritar, chamar | 1SNG  |
|  | "Pityira chamou-me"    |                |       |

- Prefixos pessoais (também conhecidos como “pronomes presos”)

Os prefixos pessoais cumprem exatamente a mesma função dos pronomes livres, mas são utilizados em outras situações comunicativas. Como as formas pronominais livres, são componentes obrigatórios da frase e estão divididos em três pessoas e dois números, sem distinção de gênero.
|    | Singular | Plural |
| -- | -------- | ------ |
| 1a | yok-     | tyo-   |
| 2a | no-      | na-    |
| 3a | ha-      | ma-    |

Os prefixos pessoais podem ser associados a nomes, verbos e posposições, como mostram os exemplos. A capacidade de selecionar o prefixo pessoal determina a divisão dos verbos e nomes em duas categorias (ver tipos de nome e tipos de verbo)
|  | Nomes                             |                    |
|  | yok-owamok                        |                    |
|  | 1SNG-esposa                       |                    |
|  | "Minha esposa"                    |                    |
|  |                                   |                    |
|  | Verbos                            |                    |
|  | yok-hak                           | no:ru              |
|  | 1SNG-flechar                      | macaco zogue-zogue |
|  | "Eu flechei o macaco zogue-zogue" |                    |
|  |                                   |                    |
|  | Posposições                       |                    |
|  | ma-iton                           | dado:hi            |
|  | 2PL-PRVT                          | correr,fugir       |
|  | "Na ausência deles, (ela) fugiu"  |                    |

#### Tipos de nome
A seguir, apresentam-se as diferentes classificações dos nomes, de acordo com suas propriedades e funções
- Nomes alienáveis x inalienáveis

Os nomes em Katukina-Kanamari são divididos de acordo com sua capacidade de selecionar o prefixo pessoal (pronome preso), isto é, de associar-se a eles.
Os nomes alienáveis não selecionam o prefixo pessoal e, portanto, não são flexionados de acordo com a pessoa. Referem-se, em geral, a entidades cuja existência independe de quaisquer outras entidades e não podem ser consideradas posses fixas. Pessoas e animais são os elementos cujos nomes são tratados mais frequentemente como alienáveis.
|  | tyuku                      | pa:dya   |  |  |
|  | morrer                     | tamanduá |  |  |
|  | "O tamanduá morreu"        |          |  |  |
|  |                            |          |  |  |
|  | ki:nhi-na                  | wa:pa    |  |  |
|  | voltar-CTRF                | cachorro |  |  |
|  | "O cachorro voltou pra lá" |          |  |  |
|  |                            |          |  |  |
|  | dado:hi                    | pi:da    |  |  |
|  | correr, fugir              | onça     |  |  |
|  | "A onça fugiu"             |          |  |  |

Os nomes inalienáveis, por outro lado, são flexionados de acordo com a pessoa a quem se referem por meio da seleção de prefixos pessoais. Trata-se, geralmente, de termos de parentesco, partes do corpo e nomes de entidades que precisam estar associadas a outras (como "nome", "superfície" ou "alma"). A relação estabelecida entre as entidades é sempre de posse.
|  | ha-i:ko              |      |  |
|  | 3SNG-olho            |      |  |
|  | "O olho dele"        |      |  |
|  |                      |      |  |
|  | ha-wadi:k            | Kamo |  |
|  | 3SNG-nome            | Kamo |  |
|  | "O nome dele é Kamo" |      |  |

- Nomes que agem como adjetivos

Não existem adjetivos em Katukina-Kanamari, e sua função é cumprida, em geral, por verbos (ver Afixação dos verbos) e, em menor quantidade, por nomes (para noções de dimensão, espessura, cores e nos três casos seguintes)
|  | wa:pan                                                                | kamodya          | o:puk        |  |  |  |  |
|  | ter fome                                                              | macaco barrigudo | filhote      |  |  |  |  |
|  | "O filhote de macaco barrigudo está com fome"                         |                  |              |  |  |  |  |
|  |                                                                       |                  |              |  |  |  |  |
|  | yok-hi:ik                                                             | ibatyi           | manya        |  |  |  |  |
|  | 1SNG-ver                                                              | paneiro          | coisa grande |  |  |  |  |
|  | "Eu vi o grande paneiro (lit.: eu vi a coisa grande que é o paneiro)" |                  |              |  |  |  |  |
|  |                                                                       |                  |              |  |  |  |  |
|  | tyo                                                                   | ki:dak           | waikbuhuk    |  |  |  |  |
|  | moça                                                                  | coisa velha      | canto-fazer  |  |  |  |  |
|  | "A velha moça cantou (lit. a coisa velha que é a moça cantou)"        |                  |              |  |  |  |  |

- Formas pronominais demonstrativas

As formas pronominais demonstrativas cumprem a função de guiar a atenção do interlocutor e indicar a distância entre ele e determinada entidade. São categorizadas como proximais quando indicam que o objeto está próximo do interlocutor e distais quando indicam o contrário.
|          | Proximal | Distal |
| -------- | -------- | ------ |
| Katukina | ityian   | atyian |
| Kanamari | ityiwun  | ityian |

Entende-se que as formas pronominais demonstrativas são nomes, apesar de cumprirem a função de pronomes, porque sua distribuição sintática corresponde à dos demais nomes.

#### Classes semânticas
Existe, em Katukina-Kanamari, a classe dos nomes genéricos, que pode atuar como segunda parte de uma forma nominal composta. Neste caso, indicam a forma ou substância do elemento em questão, de modo a dividir os nomes em classes semânticas.
| Nome genérico | Conceito a que se refere |
| ------------- | ------------------------ |
| an            | comprido                 |
| ba            | plano                    |
| kon           | esférico                 |
| hai           | polpa                    |
| hi            | líquido                  |

Em alguns casos, o uso dos nomes genéricos é opcional, mas considera-se que, em geral, seu uso é imprescindível. Os exemplos abaixo ilustram seu uso:
|  | an → "comprido"                  |                |            |  |
|  | ha-pi:k                          | ita-an         |            |  |
|  | 3SNG-cortar                      | lenha-comprido |            |  |
|  | "Ele cortou o palito de fósforo" |                |            |  |
|  |                                  |                |            |  |
|  | ba→ "plano"                      |                |            |  |
|  | Kopa-na=                         | buhuk          | hak-ba     |  |
|  | Kopa-ERG                         | fazer          | casa-plano |  |
|  | "Kopa fez o telhado"             |                |            |  |
|  |                                  |                |            |  |
|  | kon→ "esférico"                  |                |            |  |
|  | yok-ti:                          | pi:da-kon      |            |  |
|  | 1SNG-matar                       | onça-esférico  |            |  |
|  | "Eu matei a onça pintada"        |                |            |  |
|  |                                  |                |            |  |
|  | hai→ "polpa"                     |                |            |  |
|  | no-pan-hai                       |                |            |  |
|  | 2SNG-braço-polpa                 |                |            |  |
|  | "O teu bíceps"                   |                |            |  |
|  |                                  |                |            |  |
|  | hi→ "líquido"                    |                |            |  |
|  | ma-o                             | don-hi         |            |  |
|  | 3PL-beber                        | peixe-líquido  |            |  |
|  | "Eles bebem o caldo de peixe"    |                |            |  |

No entanto, não há consenso a respeito da nomenclatura ideal para classe de palavras. A linguista Zoraide dos Anjos, por exemplo, considera que os nomes genéricos estão passando por um processo recente de gramaticalização, por meio do qual originarão um sistema de classificadores nominais, e afirma:
"Tendo em vista que essas formas exercem as funções identificadas nos sistemas de classificadores, poderíamos analisar essa série não como formas nominais, mas sim como sufixos classificadores. Todavia ressaltamos que, como exceção de hi, esses vocábulos possuem a mesma forma dos nomes an “perna”, ba “mão”, hai “carne” e kon “caroço, semente” que coexistem no estágio atual da língua. Outra questão que dificulta a análise dessas formas como sufixos está no fato de que essas ocupam nas formas compostas a posição de núcleo da composição que é tipicamente ocupada por um nome"

#### Afixação dos nomes
Os nomes podem receber o afixo -na, que indica a direção de determinado movimento, independentemente da natureza da entidade referida  (pessoa, lugar, objeto, etc).
|  | kaya                | hak-na    |
|  | ir                  | casa-ALT  |
|  | "Vamos à casa"      |           |
|  |                     |           |
|  | daan                | Yutai-na  |
|  | sair                | Jutaí-ALT |
|  | "Saiu para o Jutaí" |           |

#### Relações de posse
As relações de posse em Katukina-Kanamari são indicadas pelas formas pronominais possessivas, que, embora cumpram a função de pronomes, ocupam a posição usualmente destinada aos nomes. Morfologicamente, resultam da associação do paradigma de prefixos pessoais com o nome relacional wa, que significa “coisa, bem”, sendo que, na segunda pessoa, acrescenta-se também a forma prefixal no-. Nota-se, também, que uma das diferenças entre os dialetos está na primeira pessoa do plural das formas pronominais possessivas, dado que no dialeto Katukina, usa-se a palavra atyowa, enquanto no Kanamari, usa-se ityowa.
|    | Singular   | Plural        |
| -- | ---------- | ------------- |
| 1a | atya       | atyowa/ityowa |
| 2a | idi:k nowa | idi:ki nowa   |
| 3a | awa        | mawa          |

### Verbos
Verbos constituem o núcleo do predicado e referem-se, semanticamente, a ações, processos ou conceitos descritivos. As flexões verbais nunca são marcadas morfologicamente nos verbos, mas indicadas por clíticos e afixos. Em Katukina-Kanamari não é feita, usualmente, flexão de gênero ou tempo, e tais elementos são entendidos pelo contexto da fala. Além disso, os verbos podem ser afixados de modo a indicarem direção e movimento ou serem nominalizados e adjetivizados.

#### Tempo, aspecto e modo
- Tempo

A referência temporal costuma ser subentendida pelo contexto do discurso, mas quando a marcação temporal é imprescindível, utilizam-se advérbios de tempo e/ou clíticos indicadores de tempo.
| Clítico | Tempo           |
| ------- | --------------- |
| =wa     | futuro imediato |
| =tyi:n  | futuro próximo  |
| =tya    | futuro distante |

Todos os clíticos associam-se à última palavra da sentença, independentemente de sua classe gramatical, de modo a sempre ocupar o fim da frase, como mostram os exemplos:
|  | ko:dik                                      | adu        | =wa     |       |         |
|  | tomar banho                                 | 1SNG       | FUTIMDT |       |         |
|  | "Eu vou tomar banho (agora)"                |            |         |       |         |
|  |                                             |            |         |       |         |
|  | dado:hi                                     | adu        | =tyi:n  |       |         |
|  | correr, fugir                               | 1SNG       | FUTPROX |       |         |
|  | "Eu vou correr (em breve)"                  |            |         |       |         |
|  |                                             |            |         |       |         |
|  | kaya                                        | oroto kowu | bi:k    | adi:k | =tya    |
|  | ir                                          | cacau      | chupar  | 1PL   | FUTDIST |
|  | "Nós vamos chupar cacau (em algum momento)" |            |         |       |         |

Em determinadas situações, quando convém reforçar a marcação temporal, pode-se associar o uso dos clíticos a advérbios temporais, como ilustram os exemplos abaixo:
|  | aninton                     | ko:dik      | adu  | =wa     |
|  | hoje, agora                 | tomar banho | 1SNG | FUTIMDT |
|  | "Agora, eu vou tomar banho" |             |      |         |
|  |                             |             |      |         |
|  | paikadati                   | tyawaboi    | adu  | =tyi:n  |
|  | de manhã                    | comer       | 1SNG | FUTPROX |
|  | "De manhã, eu vou comer"    |             |      |         |

- Aspecto

O aspecto em Katukina-Kanamari pode ser marcado de duas maneiras. Para indicar que a ação em questão foi concluída, utiliza-se o clítico =ka, caso denominado perfectivo.
|  | daan             | Korihidyi | =ka    |
|  | sair             | Korihidyi | PERFEC |
|  | "Korihidyi saiu" |           |        |

Quando, por outro lado, intenciona-se indicar que o evento ainda está em curso, isto é, trata-se de um caso imperfectivo, pode-se omitir a marcação morfológica ou utilizar a partícula -nin, que indica o caso durativo.
|  | waikbuhuk-nin           | Yakoari |
|  | cantar-fazer-DUR        | Yakoari |
|  | "Yakoari está cantando" |         |

- Modo

Há três modos verbais que podem ser marcados morfologicamente por clíticos em Katukina-Kanamari.
| Clítico  | Modo          |
| -------- | ------------- |
| =tyo     | exortativo    |
| =yu, =tu | interrogativo |
| =dirin   | frustrativo   |

O primeiro deles, o exortativo, refere-se a situações em que existe a intenção de impelir alguém a agir de determinada maneira. O clítico que corresponde ao caso exortativo é o =tyo.
|  | no-po:ki          | dak   | =tyo  |       |
|  | 2SNG-arrancar     | casca | EXORT |       |
|  | "Arranca a casca! |       |       |       |
|  |                   |       |       |       |
|  | kaya              | daan  | adi:k | =tyo  |
|  | ir                | sair  | 1PL   | EXORT |
|  | "Vamos sair"      |       |       |       |

Os clíticos =yu e =tu marcam o caso interrogativo, isto é, indicam a presença de uma pergunta.
|  | adi:k                           | wa-o       | =tya    | =yu?     |
|  | 1PL                             | ANTP-beber | FUTDIST | INTERROG |
|  | "Nós vamos beber?"              |            |         |          |
|  |                                 |            |         |          |
|  | tyanana                         | ho:kanin   | iki     | =yu?     |
|  | conversar                       | terreiro   | INSS    | INTERROG |
|  | "Quem conversa lá no terreiro?" |            |         |          |

Finalmente, a fim de indicar que determinado evento foi finalizado sem que seus objetivos fossem alcançados, utiliza-se o clítico do caso frustrativo, =dirin.
|  | toman                                           | adu     | =dirin |        |
|  | atirar                                          | 1SNG    | FRUST  |        |
|  | "Eu atirei, mas não matei nada"                 |         |        |        |
|  |                                                 |         |        |        |
|  | ho:han,                                         | ho:han, | ho:han | =dirin |
|  | gritar                                          | gritar  | gritar | FRUST  |
|  | "(Ele) gritou, gritou, gritou, mas não ouviram" |         |        |        |

#### Pessoa e número
A conjugação por pessoa e número é realizada, em Katukina-Kanamari, a partir da associação dos verbos aos elementos morfossintáticos que atuam como pronomes pessoais: os prefixos pessoais e as formas pronominais livres. A forma básica dos verbos não é alterada durante o processo. Abaixo estão exemplos do verbo dado:hi (correr, fugir) conjugado de quatro maneiras diferentes.
|  | dado:hi-na                                | adu         |         |        |       |
|  | correr-CTRF                               | 1SNG        |         |        |       |
|  | "Eu corri para lá"                        |             |         |        |       |
|  |                                           |             |         |        |       |
|  | dado:hi                                   | idi:k       |         |        |       |
|  | correr                                    | 2SNG        |         |        |       |
|  | "Você correu"                             |             |         |        |       |
|  |                                           |             |         |        |       |
|  | dado:hi                                   | Kopa        |         |        |       |
|  | correr                                    | Kopa (3SNG) |         |        |       |
|  | "Kopa correu"                             |             |         |        |       |
|  |                                           |             |         |        |       |
|  | tyo:                                      | patu-na     | dado:hi | idi:ki | =tyo! |
|  | pupunha                                   | ADS-CTRF    | correr  | 2PL    | EXORT |
|  | "Vocês vão correr na direção da pupunha!" |             |         |        |       |

Note que, nos exemplos acima, a forma verbal só é alterada pelo afixo de direção (ver Afixação dos verbos), nunca pela flexão de pessoa e número.

#### Tipos de verbo
Os verbos em Katukina-Kanamari são divididos em duas categorias, de acordo com a possibilidade de seleção do prefixo pessoal.
- Verbos divalentes

São chamados de verbos divalentes aqueles que podem ser associados a duas entidades, sendo uma delas representada por um prefixo pessoal. A relação que estabelece entre as duas é sempre de agente-paciente. Equivalem sintaticamente aos verbos transitivos de línguas como a portuguesa.
|  | tyo-dyuman            | ta:hi |
|  | 1PL-derramar          | água  |
|  | "Nós derramamos água" |       |
|  |                       |       |
|  | ma-ti:                | Nara  |
|  | 3PL-matar             | Nara  |
|  | "Eles mataram Nara"   |       |

- Verbos monovalentes

Verbos monovalentes, por outro lado, são incapazes de selecionar prefixos pessoais, visto que se referem a apenas uma entidade. Estes verbos são equivalentes aos intransitivos da língua portuguesa.
|  | dado:hi-na                    | adu    |
|  | correr-CTRF                   | 1SNG   |
|  | "Eu corri para lá"            |        |
|  |                               |        |
|  | ki:nhi-na-tu                  | owamok |
|  | voltar-CTRF-NEG               | esposa |
|  | "A esposa não voltou para lá" |        |
|  |                               |        |
|  | waok-dik                      | idi:k  |
|  | chegar-CTRP                   | 2SNG   |
|  | "Você chegou"                 |        |

Além disso, os verbos que agem como adjetivos, que serão tratados em afixação dos verbos, são todos monovalentes.

#### Ordem e alinhamento
As frases em Katukina-Kanamari são compostas essencialmente pelo sujeito do verbo intransitivo (S), objeto do verbo transitivo (O) e sujeito do verbo transitivo (A). Dentre estes elementos, o único que apresenta ordem fixa na frase é o sujeito transitivo (A), que ocorre sempre antes do verbo transitivo a que se refere. Ressalta-se que o tipo de nome que age como sujeito transitivo (forma pronominal livre, prefixo pessoal ou nome próprio) não altera a ordem mencionada. Os demais elementos sintáticos, isto é, o objeto do verbo transitivo e o sujeito do verbo intransitivo, não respondem a uma ordem fixa, podendo suceder ou anteceder os verbos. Abaixo são apresentados exemplos, em que, independentemente da ordem dos demais elementos, A sempre vem antes de seu verbo.
|  | Kawuhbo                       | namam            | nhama         | bahtsi    |
|  | jabuti                        | ERG-dizer, fazer | CONEC         | veado-ABS |
|  | A                             | verbo            | O             | O         |
|  | "O jabuti falou para o veado" |                  |               |           |
|  |                               |                  |               |           |
|  | Adik                          | wapah            | nawunihik     |           |
|  | 1PL                           | cachorro         | ERG-adivinhar |           |
|  | O                             | A                | verbo         |           |
|  | "O cachorro nos pressentiu"   |                  |               |           |
|  |                               |                  |               |           |
|  | A-ti                          | adik             | wabo          |           |
|  | 3SNG-matar                    | 1PL              | FUT.DIST=IRR  |           |
|  | A verbo                       | O                |               |           |
|  | "Ela pode nos matar"          |                  |               |           |

Nos exemplos acima, nota-se que foi acrescentada aos verbos a partícula na-, com exceção do caso em que um prefixo pessoal foi utilizado (terceiro exemplo). Para compreender sua função, é necessário considerar que Katukina-Kanamari é uma língua de alinhamento ergativo-absolutivo. Em síntese, isso significa que, diferentemente da maioria das línguas indo-europeias (que privilegiam o uso do alinhamento nominativo-acusativo), o sujeito  de verbos intransitivos (S) e o objeto de verbos transitivos (O) compartilham a mesma posição e marcação morfológica, o que caracteriza o caso absolutivo. O sujeito do verbo transitivo (A), por outro lado, recebe outra marcação morfológica e constitui o caso ergativo. A ergatividade não é um fenômeno regular em suas manifestações e, em Katukina-Kanamari, o que difere os dois casos é o clítico na-, que associa-se a verbos transitivos de modo a indicar que a palavra antecedente é A, ou seja, marca o caso ergativo. Excetuam-se os casos de uso dos prefixos pessoais, que já se referem automaticamente ao sujeito transitivo.

#### Afixação dos verbos
Dado que não há adjetivos em Katukina-Kanamari, sua função é cumprida sobretudo por verbos adjetivizados, aos quais se adiciona o afixo -nim. Os verbos que mais sofrem adjetivação são aqueles que indicam conceitos descritivos.
|  | o                                  | amkira                 | baknim         | i-to-hoki-nim      | wa |
|  | INDF                               | história               | "ser bom"-ADJZ | 1SNG-DAT-falar-DUR |    |
|  | "Eu vou contar outra história boa" |                        |                |                    |    |
|  |                                    |                        |                |                    |    |
|  | kajoh                              | noknim                 |                |                    |    |
|  | jacaré                             | "ficar com raiva"-ADJZ |                |                    |    |
|  | "Jacaré bravo"                     |                        |                |                    |    |

Além disso, a maioria dos verbos que designam ações podem ser nominalizados a partir do acréscimo da partícula -nham, de modo a cumprirem a função semântica dos nomes.
|  | Dommanham          |        |
|  | dom-mam-nham       |        |
|  | peixe-pegar-NMLZ   |        |
|  | "Pescador"         |        |
|  |                    |        |
|  | Himidjomanham      | tukuna |
|  | himidjo-mam-nham   | tukuna |
|  | remédio-fazer-NMLZ | pessoa |
|  | "Enfermeiro"       |        |

Finalmente, os verbos podem ser afixados pelo indicador de movimento -dak ou pelas partículas direcionais -ji e -na, que indicam, respectivamente, movimentos centrípetos e centrífugos. Nota-se que o direcional -dak tem natureza inerentemente centrífuga, isto é, transmite essa noção mesmo que não acompanhado da partícula direcional -na. Por esse motivo, -dak  pode ser associado a -ji (quando intenciona-se transmitir a noção de movimento centrípeto) mas nunca a -na (o que resultaria em redundância). Os exemplos abaixo ilustram a mudança de significado promovida pelos afixos:
|  | Santa Rita                                        | adik        | kitam         |                 |
|  | Santa Rita                                        | 1PL         | dormir        |                 |
|  | "Nós dormimos em Santa Rita"                      |             |               |                 |
|  |                                                   |             |               |                 |
|  | Adik                                              | kitamji     |               |                 |
|  | 1PL                                               | dormir-CTRP |               |                 |
|  | "Nós dormimos para cá"                            |             |               |                 |
|  |                                                   |             |               |                 |
|  | Adik                                              | kitamna     |               |                 |
|  | 1PL                                               | dormir-CTRF |               |                 |
|  | "Nós dormimos para lá"                            |             |               |                 |
|  |                                                   |             |               |                 |
|  | ahokinimbuji                                      |             |               |                 |
|  | 3SNG-perguntar-CTRP                               |             |               |                 |
|  | "Ela/ele veio perguntar"                          |             |               |                 |
|  |                                                   |             |               |                 |
|  | opatsim                                           | nhama       | ikaukdakti    | kotu            |
|  | criança                                           | CONEC       | chorar-DIR-só | também          |
|  | "A criança ia só chorando também"                 |             |               |                 |
|  |                                                   |             |               |                 |
|  | Ikaukdakji                                        | opatsim     |               |                 |
|  | chorar-DIR-CTRP                                   | criança     |               |                 |
|  | "A criança veio chorando"                         |             |               |                 |
|  |                                                   |             |               |                 |
|  | anham                                             | tukuna      | hinuk         | waikpadakji     |
|  | 3SNG                                              | pessoa      | PL            | cantar-DIR-CTRP |
|  | "As pessoas estavam cantando (enquanto chegavam)" |             |               |                 |

### Posposições
As posposições são elementos flexionáveis cuja função é estabelecer relações de sentido entre as partes das sentenças. A tabela abaixo explicita suas formas e significados.
| Posposição   | Função                                       |
| ------------ | -------------------------------------------- |
| ama          | destinatário (exprime destinatário de ação)  |
| han          | sociativo1, menos comum (exprime associação) |
| katu         | sociativo2, mais comum (exprime associação)  |
| iki          | inessivo (exprime contenção)                 |
| iton         | privativo (exprime ausência, falta)          |
| hon          | causa (exprime causa)                        |
| patu         | alativo1 (exprime direção)                   |
| to           | alativo2 (exprime direção)                   |
| ton          | superessivo (exprime sobreposição)           |
| tona         | sublativo (exprime subposição)               |
| to:na/to:dik | subessivo                                    |
| wana/wadik   | perlativo (exprime meio, caminho)            |

Sendo as posposições flexionáveis, algumas delas devem selecionar prefixos pessoais, como exemplificam os casos abaixo:
|  | ma-iton                          | dado:hi       |  |  |
|  | 3PL-PRVT                         | correr, fugir |  |  |
|  | "Na ausência deles, (ela) fugiu" |               |  |  |
|  |                                  |               |  |  |
|  | ha-katu                          | Aiobi         |  |  |
|  | 3SNG-SOC2                        | Aiobi         |  |  |
|  | "Aiobi está com ela"             |               |  |  |

Reforça-se que nem todas as posposições exigem a associação a prefixos pessoais

## Vocabulário

### Partes do corpo
Os nomes das partes do corpo em Katukina-Kanamari são apresentados na seguinte tabela:
| Katukina-Kanamari     | Português                       |
| --------------------- | ------------------------------- |
| -aita                 | tornozelo                       |
| -am                   | perna                           |
| -amki                 | joelho                          |
| -amkikirak            | crânio                          |
| -ammim                | canela                          |
| -amto                 | centro dos sentimentos          |
| -amtomimi             | sangue do pulmão                |
| -ba                   | mão                             |
| -bakanaro             | linhas na mão                   |
| -baki                 | munheca                         |
| -bakom                | dedo                            |
| -bakom ampaja         | osso do dedo                    |
| -bak'omki             | junta do dedo                   |
| -bakom kirak          | unha do dedo da mão             |
| -ba tsuru             | mão esquerda                    |
| -ba wara              | mão direita                     |
| -bakom nokoporak      | vão do dedo da mão              |
| -banaki               | palma da mão                    |
| -bidakom              | virilha                         |
| -dak                  | pele                            |
| -pamdak               | pele do braço                   |
| -dih                  | coxa                            |
| -diwahkom             | coração                         |
| -i                    | pé                              |
| -imam                 | sola do pé                      |
| -ih                   | dente                           |
| -ihmi                 | buraco no dente                 |
| -ihpowadak            | gengiva                         |
| -iko                  | olho                            |
| -ikodakpi             | cílio                           |
| -ikodakpoih           | sobrancelha                     |
| -orohdakpoih          | sobrancelha (Kajikiri japa)     |
| -ikohi                | olho d'água, lacrimal           |
| -ikom                 | dedo do pé                      |
| -ikom nhanim          | polegar do pé                   |
| -ikom opu             | dedo médio                      |
| -ikom potihtih        | dedo pequeno                    |
| -ikomihai             | dentro do olho (parte em baixo) |
| -ikomki               | junta do pé                     |
| -ikomkirak            | unha do dedo do pé              |
| -ikomnokoporak        | vão do dedo do pé               |
| -ikonanim             | alma                            |
| -inokoporak           | entre os dedos do pé            |
| -itakom               | tornozelo                       |
| -kajohdak             | placenta                        |
| -ki                   | cabeça                          |
| -kidak                | couro cabeludo                  |
| -kipiri               | ombro                           |
| -kipoih               | cabelo                          |
| -kitsam               | pescoço                         |
| -kitsam ampo          | nuca                            |
| -ma                   | fígado                          |
| -matsahdak            | orelha                          |
| -matsamdakmi          | buraco para brincos             |
| -matsahdakpori        | atrás da orelha                 |
| -matsahdakpotoro      | lóbulo                          |
| -matsahmi             | ouvido                          |
| -mimhorok             | barriga                         |
| -mimi                 | sangue                          |
| -mimkodak             | ânus                            |
| -mimkom               | intestinos                      |
| -mimkoti              | fezes                           |
| -mo'ohuhnham          | pulmão                          |
| -nha                  | seio                            |
| -nhakom               | mamilo                          |
| -no                   | boca                            |
| -nobidak              | lábio (embaixo)                 |
| -nodak                | lábio (em cima)                 |
| -noko                 | língua                          |
| -nokoborih            | saliva                          |
| -nokoram ampaja       | maxilar inferior                |
| -nonaki               | dentro da boca                  |
| -nokorampo            | queixo                          |
| -nakorampoih          | barba                           |
| -notapoih             | bigode                          |
| -odih                 | cordão umbilical                |
| -ohpak                | nariz                           |
| -ohpakmi              | narina                          |
| -padakom              | testículo                       |
| -pam                  | braço                           |
| -pam' ihta            | braço (parte de cima)           |
| -pamnokom             | cotovelo                        |
| -pam tsimpuru         | músculo do braço                |
| -pohai                | nádega                          |
| -pori                 | costas                          |
| -potsa                | bochecha                        |
| -potsodaki            | omoplata                        |
| -powa                 | pênis                           |
| -tok                  | rosto                           |
| -tori                 | tórax                           |
| -tsadak               | face                            |
| -tsadakhai            | face                            |
| -tsarak               | costela                         |
| -tsaramdak            | costela                         |
| -tsimpuru             | músculo                         |
| -pamtsimpuru tiktikam | pulso                           |
| -tsoro                | umbigo                          |
| -tsowuh am            | clavícula                       |
| -warah                | corpo                           |
| -wuru'am              | garganta                        |
| -wuru'amki            | pomo de adão                    |

### Frutas
Abaixo apresenta-se alguns nomes de frutas com correspondência em português:
| Katukina-Kanamari | Português             |
| ----------------- | --------------------- |
| bari              | banana                |
| bomampi           | mamão do mato         |
| buruhdak          | tipo de fruta         |
| dapuh             | cupuaçu               |
| jambo             | jambo                 |
| ihkira            | tipo de fruta         |
| ihnamki           | oiti                  |
| kaihdakpi         | tipo de fruta         |
| kapayo            | mamão                 |
| komamim           | ingá                  |
| kuimaro           | cubiu                 |
| mamka             | manga                 |
| mara              | tipo de fruta         |
| omampuh           | tipo de fruta pequena |
| omamtsukuhkom     | tipo de castanha      |
| pakahki           | tipo de fruta         |
| pima              | maçaranduba           |
| piyoruhki         | cajú                  |
| poro              | tipo de fruta         |
| taropu            | tipo de côco          |
| tawi              | goiaba                |
| toda              | patauá                |
| tso               | pupunha               |
| tsoro             | tipo de fruta         |
| wakak             | abacaxi               |
| wapam             | tipo de fruta grande  |

### Animais
A tabela abaixo apresenta alguns dos nomes de animais em Katukina-Kanamari com correspondência em português.
| Katukina-Kanamari | Português                       |
| ----------------- | ------------------------------- |
| amatsuru          | tambaqui (peixe)                |
| ampih             | beija-flor (ave)                |
| amtaro            | saúva (formiga)                 |
| amtsik            | grilo                           |
| amunah            | acarí, espécie de macaco branco |
| awano             | borboleta                       |
| bada              | esquilo                         |
| bahtsi            | veado                           |
| bamak             | pacu                            |
| bamimi            | centopéia                       |
| bara              | caça; animal em geral           |
| bi                | tipo de caba grande             |
| bim               | mutum (ave)                     |
| birik             | libélula                        |
| bitsi             | berne; lagarta em geral         |
| bitsidak          | sanguessuga                     |
| botok             | juriti (ave)                    |
| botsam            | aranha                          |
| dom               | peixe em geral                  |
| dom miwara        | cangati (peixe)                 |
| dom nhanim        | surubim (peixe)                 |
| hak               | tucandeira (formiga)            |
| hakdiyoknim       | formiga-de-fogo                 |
| hihna             | arraia                          |
| hihpam            | cobra da terra (em geral)       |
| hinitsi           | tipo de peixe                   |
| hirihiri          | macaco-da-noite                 |
| hirihiribitsi     | traça                           |
| hitsam            | porco-do-mato                   |
| hoh               | sapo                            |
| hohdak            | cachorro do mato pequeno        |
| huja              | tipo de macaco preto            |
| ihnam             | morcego                         |
| ihpiji            | tipo de macaco bem pequeno      |
| ihti              | verme                           |
| im                | piranha (peixe)                 |
| jaikom            | traíra (peixe)                  |
| jawi              | tipo de abelha                  |
| jowi              | tarântula                       |
| kaina             | macaco guariba                  |
| kajikiri          | tipo de macaco pequeno          |
| kajo              | coruja                          |
| kajoh             | jacaré                          |
| kajoh kirak       | calango, lagarto                |
| kamomja           | macaco barrigudo                |
| kanawa            | tipo de tartaruga d'água        |
| kawajoh           | quati                           |
| kawahiri          | tipo de onça                    |
| kawam             | arara (ave)                     |
| kawaro            | porco-espinho                   |
| kawuh             | tipo de tartaruga grande        |
| kawuhbu           | jabuti                          |
| kihpi             | matamata (tipo de jabuti)       |
| kijipuh           | onça vermelha                   |
| kirih             | tipo de periquito (ave)         |
| kitsana           | gato doméstico                  |
| kiwa              | paca                            |
| kiwajoh           | pássaro em geral                |
| kodakpaja         | urubu                           |
| konohmam          | irara                           |
| kora              | escorpião                       |
| koramam'am        | surucucu facão, cobra-cipó      |
| kotsiyah          | lontra                          |
| makonadak         | tucunaré (peixe)                |
| makuru            | jacamim (ave)                   |
| mamuru            | matrinxã (peixe)                |
| manaro            | mosca                           |
| mapikaru          | boto                            |
| mapiri            | tipo de cobra d'água            |
| maru              | tatu                            |
| matsira           | tipo de tatu grande             |
| mawi              | bicho-preguiça                  |
| mok               | anta                            |
| monha             | abelha                          |
| muna              | tipo de macaco pequeno e branco |
| nam               | carapanã (inseto)               |
| pája              | tamanduá                        |
| pawaru            | gavião                          |
| pidah             | onça                            |
| kawahiri          | tipo de onça pequena e amarela  |
| pidah hihpam      | tipo de cobra da terra          |
| pijikik           | pium (inseto)                   |
| pitsim            | carrapato                       |
| tabih             | jacu (ave)                      |
| takara            | galinha                         |
| towuhnim          | garça                           |
| tsaktsak          | tipo de sapo                    |
| tsarumdak         | barata                          |
| tsoma             | cutia                           |
| tsomwuk           | tucano                          |
| tsopuna           | peixe-boi                       |
| tsoya             | arraia pequena                  |
| tsum              | rato                            |
| wahbim            | pato                            |
| wahmapuh          | tipo de inseto da noite         |
| waih              | caba                            |
| wajo paranim      | tipo de macaco-da-noite         |
| wapah             | cachorro                        |
| warikama          | capivara                        |
| waro              | tipo de papagaio                |
| waruwaru          | caracol                         |
| wawu              | besouro                         |
| wiri              | queixada                        |
| wu                | pirarucu (peixe)                |
| yaya              | tipo de sapo                    |
| yonim             | piolho                          |

### Verbos
A tabela seguinte apresenta alguns dos principais verbos em Katukina-Kanamari.
| Katukina-Kanamari | Português                                        |
| ----------------- | ------------------------------------------------ |
| a-                | sair                                             |
| aji               | chegar, vir                                      |
| ana               | ir, voltar                                       |
| amdak             | explorar, sondar                                 |
| aiham             | obedecer                                         |
| bakna             | melhorar de saúde                                |
| baniwuk           | limpar                                           |
| bapo              | acabar, terminar                                 |
| batsawaho         | cozinhar                                         |
| bih               | beber, comer, consumir                           |
| bobo              | bater                                            |
| boh               | costurar, plantar                                |
| dadoham/daodoham  | subir                                            |
| dadohi            | correr                                           |
| hak               | flechar, furar                                   |
| hihi              | gritar                                           |
| hik               | ver, achar                                       |
| hoki              | falar, contar                                    |
| hu                | casar                                            |
| ikau              | chorar                                           |
| joro              | ter relação sexual, encaixar                     |
| jam               | fugir                                            |
| kaki              | quebrar, dividir, separar                        |
| kitam             | dormir                                           |
| koji              | tomar banho, lavar                               |
| komhu             | mentir                                           |
| kohtabu           | esperar                                          |
| korok             | cortar grama, colher fruta, colher, ceifar       |
| mahwam            | ter saudades                                     |
| makoni'am         | criar com palavras, encomedar                    |
| mimiyok           | sangrar                                          |
| nakibak           | gostar                                           |
| nodoki            | dar de beber                                     |
| o                 | beber                                            |
| onodik            | fechar                                           |
| onohik            | abrir                                            |
| opahorom          | engravidar                                       |
| opikmam           | fazer deitar                                     |
| owah              | pescar em quantidade, carregar grande quantidade |
| pahji             | voltar da caçada                                 |
| pohni             | juntar frutas                                    |
| pu                | comer                                            |
| taikobak          | esperar                                          |
| takak             | tocar com o cotovelo                             |
| ti                | matar                                            |
| tikok             | saber                                            |
| topohmam          | fazer feitiçaria, transformar-se                 |
| tsuku             | morrer                                           |
| tsuru             | crescer                                          |
| waikpa            | cantar                                           |
| wu                | querer                                           |
| wunihik           | adivinhar, pressentir                            |
| wunimdak          | lembrar                                          |
| wunimtsuku        | esquecer                                         |
| ya                | ter medo                                         |

### Termos de parentesco
Katukina-Kanamari conta com uma grande variedade de termos de parentesco, conforme demonstra a tabela:
| Katukina-Kanamari | Português |
| ----------------- | --- |
| -ja/-okja         | irmão de um homem; irmã de uma mulher                                                                                  |
| -opu/-okpu        | filho de uma mulher |
| -piya             | filho de um homem |
| -pohanha          | irmã de um homem |
| -tsakwa           | sobrinho cruzado (filho de irmãos de ambos sexos); genro                                                               |
| -tso              | filha (de ambos os sexos)                                                                                              |
| -wamok            | prima; noiva |
| -wampiya          | sobrinho |
| -wamtso           | filha da irmã de uma mulher                                                                                            |
| -waokpu           | sobrinho (filho da irmã de uma mulher)                                                                                 |
| -ya               | primo; irmão da mulher                                                                                                 |
| anha              | tia (irmã da mãe) |
| hi'obim           | primo cruzado de mulher (filho da irmã do pai ou irmão da mãe); cunhado/a de mulher (marido da irmã ou irmã do marido) |
| inomok            | tia (da mãe); nora |
| ito               | tio (irmão da mãe); sogro                                                                                              |
| miyo              | irmã de um homem |
| mom               | tio (irmão do pai); primo paralelo do pai                                                                              |
| paiko             | avô |
| pamah             | pai |
| tsotso            | sogra; titia |
| wah               | avó |

### Numerais
Sintaticamente, os numerais podem ocupar a posição dos nomes ou de modificadores nominais.
| Katukina-Kanamari | Português |
| ----------------- | --------- |
| iki:ik            | unidade   |
| obawa             | par       |
| obawaninti        | trio      |
| wihanoti          | quarteto  |
| wihan             | quinteto  |
| dohan             | sexteto   |